# Quới Sơn
Quới Sơn là một xã thuộc huyện Châu Thành, tỉnh Bến Tre, Việt Nam.

## Địa lý
Xã Quới Sơn có vị trí địa lý:
- Phía đông giáp xã Giao Long
- Phía tây giáp xã Tân Thạch
- Phía nam giáp xã An Phước và xã Phú An Hòa
- Phía bắc giáp tỉnh Tiền Giang với ranh giới là sông Mỹ Tho.

Xã Quới Sơn có diện tích 15,15 km², dân số năm 2020 là 15.665 người, mật độ dân số đạt 1.034 người/km².
Năm 2020, xã được công nhận là đô thị loại V của tỉnh Bến Tre

## Hành chính
Xã Quới Sơn được chia thành 9 ấp: Phú Thành Đông, Phú Thành Tây, Quới An, Quới Hòa Đông, Quới Hòa Tây, Quới Hưng, Quới Lợi, Quới Thạnh Đông, Quới Thạnh Tây.